# هجوم وادي بردى (2016–17)
هجوم وادي بردى كان عملية عسكرية ضد القرى التي يسيطر عليها المتمردون في وادي نهر بردى من قبل الجيش السوري والقوات المتحالفة معه، بما في ذلك الميليشيات الموالية للحكومة وحزب الله اللبناني في الفترة بين ديسمبر 2016 ويناير 2017. ويشمل وادي نهر بردى قرية عين الفيجة التي تحتوي على نبع الماء الذي يوفر مياه الشرب للبلدات في جميع أنحاء محافظة ريف دمشق.

## معلومات أساسية
استولى المتمردون السوريون المرتبطون بالجيش السوري الحر على قرية سوق وادي بردى في فبراير 2012. المهندسون والفنيون الذين عملوا في نبع المياه مازالوا في مكانهم. وبعد استيلاء المتمردين على وادي بردى، فرضت القوات الحكومية حصارا على القرى.
في يوليو 2016، تقدمت قوات الحكومة السورية إلى قرية هريرة في وادي بردى. وردا على ذلك، قامت جبهة النصرة بإعدام 14 من أسرى الحرب في 20 يوليو. وبحلول 3 أغسطس، استولت الحكومة السورية وقوات حزب الله على هريرة. وردا على ذلك، قطع المتمردون في وادي بردى إمدادات المياه إلى دمشق.

## الهجوم

تم احتواء منطقة الهجوم في إطار الصندوق المظلل.

في 23 ديسمبر 2016، واستجابة للتلوث المزعوم لنبع المياه في عين الفيجة بوقود ديزل من قبل المتمردين، شنت القوات الحكومية ضربات جوية وقصفا على وادي بردى. وبدلا من ذلك زعمت مصادر موالية للمعارضة أن الضربة الجوية التي شنتها القوات الجوية السورية هي التي كانت السبب في تلوث نبع عين الفيجة؛ وفي وقت لاحق، كررت لجنة التحقيق الدولية المستقلة التابعة للأمم المتحدة بشأن سوريا هذا الادعاء. وفي 26 ديسمبر، وفي أعقاب الضربات الجوية، تقدم الجيش في الوادي من ضواحيه ومنحدراته. ولا تزال 10 قرية في المنطقة خاضعة لسيطرة المتمردين. واتهمت المعارضة القوات الحكومية باستهداف قرية عين الفيجة والقرى المجاورة ببراميل متفجرة التي أدت ظاهريا إلى تلفيات شديدة في النبع.
في 1 يناير 2017، دخل الجيش السوري إلى عين الفيجة بعد إجلاء المدنيين من قبل الهلال الأحمر العربي السوري. واستمرت الاشتباكات العنيفة في البلدة في اليوم التالي حيث حاول مدافعون محليون من جبهة فتح الشام وقف تقدم الجيش وحزب الله.
في 3 يناير، أعلن المتمردون أنهم سيسمحوا للفرق بدخول وإصلاح النبع طالما أن الحكومة ستلتزم بوقف إطلاق النار وترفع الحصار. ودعت الحكومة في المقابل المتمردين إلى تسليم نبع المياه وإعادة إمدادات المياه إلى دمشق. وبما أن مطالب الطرفين كانت غير قابلة للتسوية، شرعت القوات الحكومية في شن هجوم آخر في اليوم التالي. واستهدفوا قرية بسيمة التي تسيطر عليها المتمردون، واستولوا على عدة مواقع حول القرية، بما في ذلك دار الأيتام في بسيمة، التي كانت تستخدم كقاعدة للمتمردين، في حين قاموا أيضا بنصب كمين لمقاتلي جبهة فتح الشام الذين يعبرون الحدود من لبنان إلى سوريا، مما أسفر عن وقوع بعض الخسائر في الأرواح، مع انسحاب البقية إلى بلدية عرسال التابعة لمحافظة البقاع.
في 6 يناير، وصلت قوات النخبة التابعة للفرقة المدرعة الرابعة تحت قيادة ماهر الأسد إلى وادي بردى للمساعدة في هجوم الحكومة. وبعد ذلك بوقت قصير، أفادت تقارير بأن الجيش استولى على جميع التلال التي تطل على بسيمة. وفي وقت لاحق من ذلك اليوم، زعمت وسائل الإعلام الموالية للحكومة أنه تم التوصل إلى اتفاق لوقف إطلاق النار.
بحلول 8 يناير، كان اتفاق وقف إطلاق النار قد فشل، واستأنفت القوات الحكومية هجومها. ويقال إن هم تمكنوا من السيطرة على التلال الشمالية الغربية من دير مقرن، وأهمها تل ضهر المسابي. في 10 يناير، شنت القوات الجوية الروسية ضربات جوية ضد المتمردين في المنطقة للمرة الأولى، في حين قصف الجيش السوري أيضا أهدافا للمتمردين بالقرب من قريتي بسيمة ودير مقرن. وفي اليوم التالي، أفيد بأن القوات الحكومية دخلت إلى عين الفيجة وبسيمة، في حين حاولت أيضا إنفاذ وقف إطلاق النار، وبموجبه سيتم منح حرية مرور المسلحين إلى معقلهم في محافظة إدلب، مقابل السماح للمهندسين بإصلاح خط إمداد المياه إلى دمشق. وفي ذلك الوقت، تشرد حوالي 50 ألف ساكن في الوادي بسبب القتال.

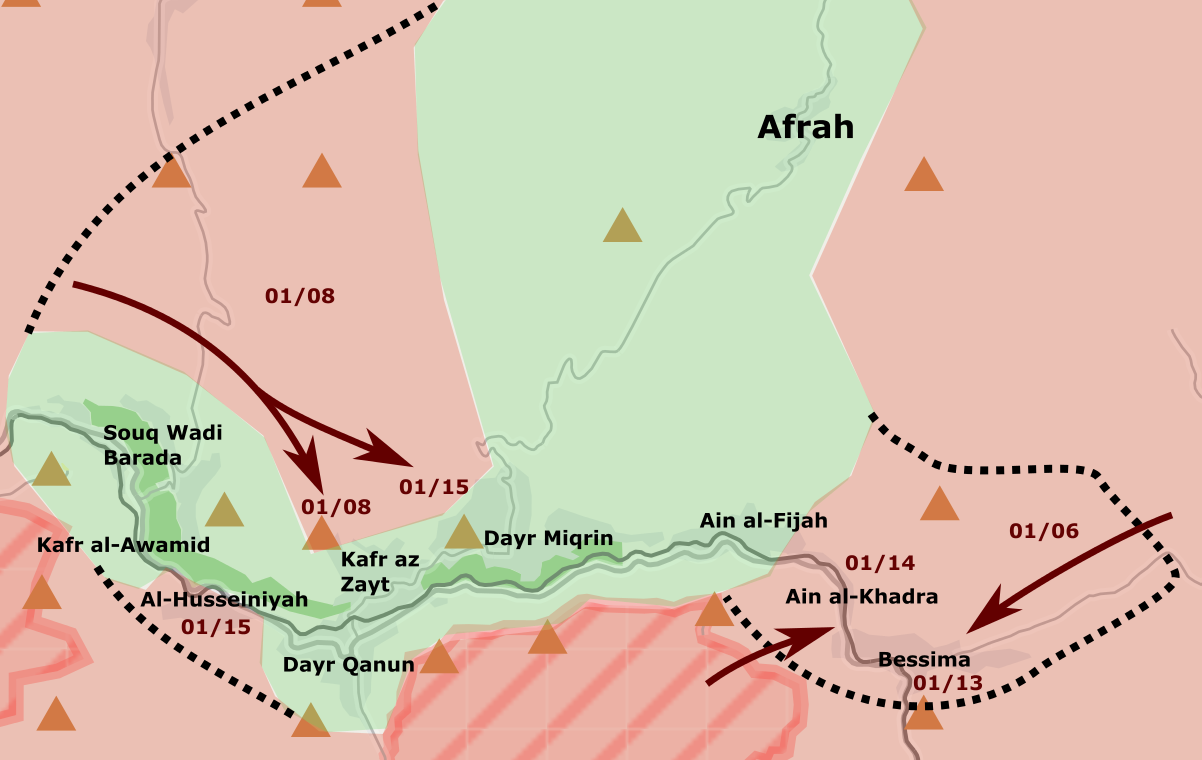
تقدم الحكومة في وادي بردى في الفترة من 6 إلى 15 يناير 2017.

في 13 يناير، استولت القوات الموالية للحكومة على بسيمة، وأفيد أنها تقدمت أيضا إلى عين الخضراء. ووفقا لمصادر المعارضة، تمكنت قوات المتمردين من استعادة عين الخضراء بعد وقت قصير من ذلك. وفي وقت لاحق من ذلك اليوم، وقعت كل من عين الفيجة، وكفر العواميد، وسوق وادي بردى، ودير قانون، ودير مقرن، وكفر الزيت على اتفاق مصالحة مع الحكومة، بما يسمح للفنيين بإصلاح ينابيع المياه ورفع علم الحكومة على البلدات. وعلى الرغم من ذلك، فإن الاتفاق الجديد لا ينطبق إلا على البلدات المذكورة آنفا، وليس على الوادي بأكمله، بحيث تستمر عدة وحدات للمتمردين في القتال. ونتيجة لذلك، أفيد بأن بعض مقاتلي المعارضة هاجموا الطواقم الفنية بالصواريخ.
في أواخر 14 يناير، وصلت مركبات الصيانة إلى ينابيع عين الفيجة، إلى جانب بعض الحافلات لنقل المتمردين إلى محافظة إدلب. ولكن في وقت لاحق من ذلك اليوم، قتل قناص من المتمردين الجنرال بالجيش السوري وكبير المفاوضين أحمد الغضبان أثناء عودته إلى خطوط الحكومة بعد الجولة الأخيرة من محادثات السلام في الوادي. على الرغم من أن المتمردين أعلنوا بعد ذلك أنه لا علاقة لهم بمقتل الغضبان، إلا أنه تم تعليق جميع المفاوضات، مع إعلان القوات الحكومية أنها ستستأنف الهجوم. ونتيجة لذلك، شن الجيش هجوما آخر على عين الخضراء في الليلة التالية، واستولى على القرية. وفي اليوم التالي، تقدمت القوات بقيادة حزب الله في ضواحي عين الفيجة، واستولت على تل رأس الصيرة في شمال البلدة، مما أسفر عن قتال شرس مع المقاتلين المتمردين. وعلى الجانب الآخر، سيطر الجيش السوري على معظم الحسينية بعد أن وافق الشيوخ المحليين على اتفاق لوقف إطلاق النار مع الحكومة. وبالرغم من ذلك فإن بعض أجزاء من البلدة مازالت خارج سيطرة الحكومة حيث تردد أن بعض المتمردين رفضوا الاستسلام أو المغادرة.

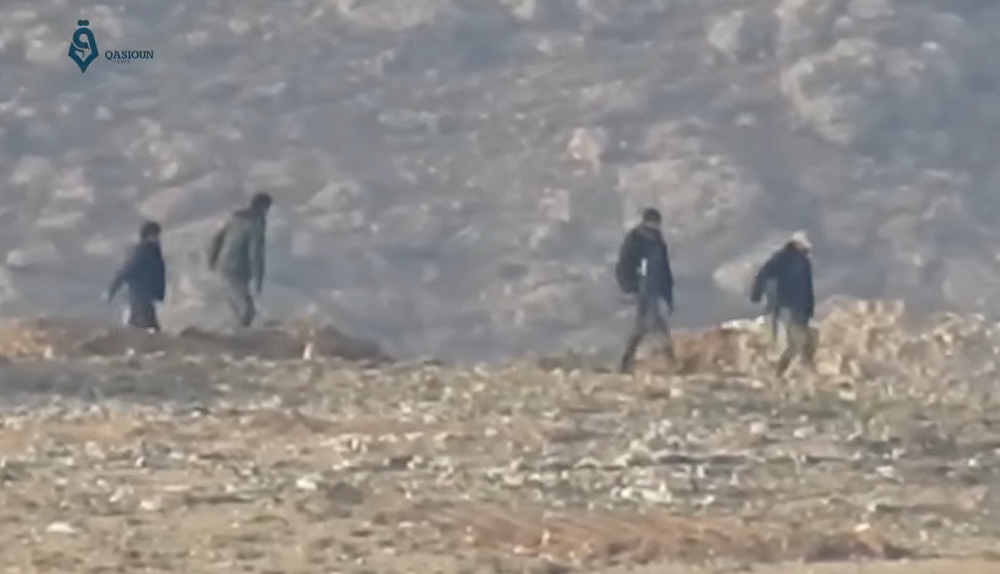
دورية لقوات الدفاع الوطني بالقرب من الخطوط الأمامية في وادي بردى في أواخر يناير 2016.

تقدم حزب الله ووحدات الجيش في الأيام المقبلة ببطء ولكن بثبات إلى عين الفيجة. في 19 يناير، استولت القوات الحكومية على قرية إفرة. وفي وقت لاحق من ذلك اليوم، وافق ممثلو المتمردين المحليين والحكومة على وقف آخر لإطلاق النار ومحاولة إنفاذ اتفاق السلام الذي اتفقت عليه الأطراف المعنية قبل وفاة أحمد الغضبان، على الرغم من أن هذا الاتفاق أيضا سرعان ما انهار، مع استئناف الجانبين الأعمال العدائية. ونتيجة لذلك، ألقى المتمردون باللائمة على حزب الله لفشل عملية السلام، قائلين إن الحكومة لا تستطيع كبح جماح المقاتلين اللبنانيين. وفي 26 يناير، أفاد المصدر نيوز بأنه تم التوصل إلى اتفاق آخر بين الحكومة ومقاتلي المعارضة، حيث أفادت التقارير باستسلام 2,600 من المتمردين. وبناء على ذلك، لا يزال ما يقرب من 500 مقاتل فقط يعارضون بعنف الاستيلاء المؤيد للحكومة على وادي بردى. وعلى الرغم من ذلك، أفاد المرصد السوري لحقوق الإنسان في اليوم التالي بأن القتال من أجل عين الفيجة مستمر بلا هوادة.
في 28 يناير، تراجع المتمردون أخيرا من عين الفيجة باعتبارها «بادرة حسن نية» لتنفيذ اتفاق السلام الذي أبرم في 26 يناير. وبعد ذلك سيطر الجيش على البلدة، وقال إنه سيسمح لبقية قوات المعارضة في الوادي بالمغادرة إلى محافظة إدلب.
وبعد ذلك بيوم تولى الجيش السيطرة الكاملة على وادي بردى. تم إرسال عمال الصيانة من قبل الحكومة لإصلاح ينابيع الفيجة وإعادة تزويد 5 ملايين شخص يقيمون في دمشق الكبرى بالمياه. وفي وقت لاحق، غادرت أول حافلات تقل متمردين إلى إدلب، في حين ذكر المرصد نيوز أن بعض مقاتلي جبهة فتح الشام هاجموا جماعات معارضة أخرى في كفر الزيت بسبب خلافات بشأن وقف إطلاق النار.

## محادثات لوقف إطلاق النار والإجلاء
في 29 ديسمبر، اتفقت وفود من الحكومة السورية والمعارضة على إجراء محادثات للتوصل إلى وقف لإطلاق النار في وادي بردى. المتمردون من كل من الجيش السوري الحر وجبهة فتح الشام سيتم منحهم حرية المرور إلى محافظة إدلب في مقابل تسليم المتمردين لوادي بردى غرب دمشق. وإذا كان الأمر كذلك، فإن الزبداني ومضايا سيتم عزلهما ويمكن أن تستخدمهما الحكومة السورية للضغط من أجل وقف آخر لإطلاق النار والإجلاء.

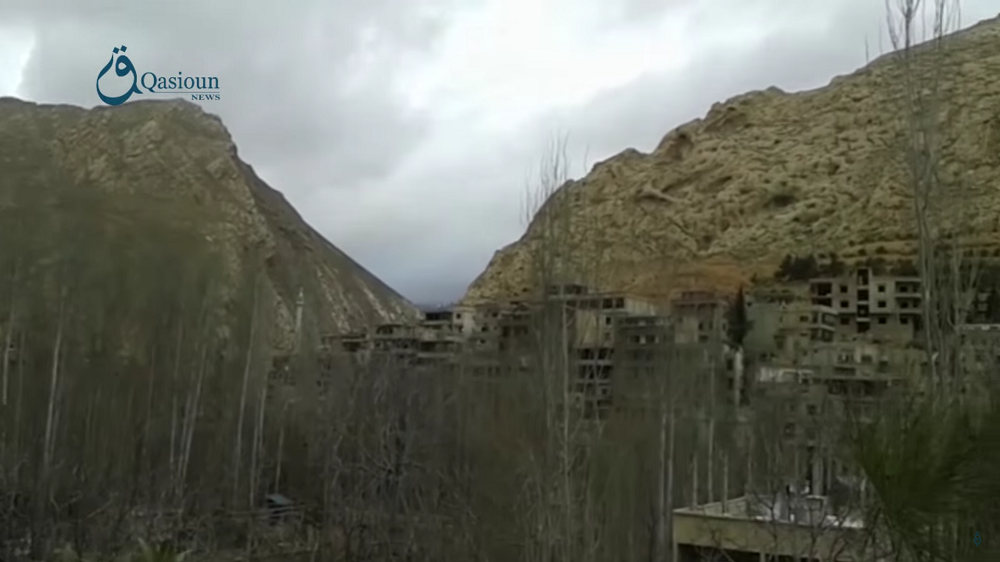
قرية في الوادي.

في 6 يناير، أفيد بأن حزب الله اقترح وقف إطلاق النار ولكنه رفض من جانب أحرار الشام، التي ادعت أن الحكومة رفضت في وقت سابق وقف إطلاق النار الذي من شأنه أن يسمح بإصلاح محطة ضخ مياه تضررت من الغارات الجوية وفقا لها. حوالي 5.5 مليون نسمة حول دمشق انعدم حصولهم أو لم يحصلوا سوى على القليل من المياه الجارية لمدة أسبوعين نتيجة للنزاع. وعلى الرغم من ذلك، أفيد أنه تم التوصل إلى اتفاق بشأن هدنة في اليوم نفسه؛ ووفقا للاتفاق الجديد، ستتاح لحلقات العمل المتعلقة بالصيانة إمكانية الوصول لإصلاح نبع الماء التالف، وسيقوم المقاتلون المحليون بتسليم أسلحتهم المتوسطة والثقيلة وسيتم إلحاقهم باللجان المحلية. أما الذين رفضوا تسوية وضعهم، فسيتم نقلهم إلى إدلب.
في 13 يناير، وقعت كل من عين الفيجة، وكفر العواميد، وسوق وادي بردى، ودير قانون، ودير مقرن، وكفر الزيت، على اتفاق مع الحكومة تحت وساطة روسية، مع قيام المرصد السوري لحقوق الإنسان بالإبلاغ عن المحتويات التالية: (1) إعفاء السكان المحليين من الخدمة العسكرية لمدة ستة أشهر؛ (2) تسليم معظم الأسلحة إلى الحكومة؛ (3) يسمح للسكان المحليين المطلوبين بتسوية أوضاعهم مع الأجهزة الأمنية الحكومية؛ (4) لا يسمح بوجود مسلح حول البلدات؛ (5) المتمردون غير الأصليين يرسلون إلى إدلب؛ (6) يسمح لجميع المتمردين الذين يرغبون في مغادرة الوادي طوعا إلى إدلب أن يفعلوا ذلك؛ (7) لا يسمح للجيش بدخول منازل السكان المحليين؛ (8) يمكن للجيش إقامة نقاط تفتيش داخل البلدات، وفي مداخلها، وعلى طول الطرق الرئيسية؛ (9) السماح للسكان المحليين والمتمردين السابقين بالانضمام إلى قوات الدفاع الوطني؛ (10) يمكن للموظفين المطرودين في الوادي العودة إلى وظائفهم. وانهارت هذه المفاوضات في أعقاب وفاة كبير مفاوضي الحكومة السورية. وأجريت محاولة أخرى لإنفاذ هذا الاتفاق في 19 يناير، وسرعان ما انهارت أيضا. وعقد الاجتماع الدولي بشأن التسوية السورية في أستانا، كازاخستان في إطار عملية السلام، حيث أعلن بشار الجعفري، مبعوث الأمم المتحدة الممثل للحكومة السورية، أن وقف إطلاق النار الذي بدأ في ديسمبر 2016 لا ينطبق على منطقة بردى بسبب وجود إرهابي. وفي 26 يناير، أفادت وسائط الإعلام الموالية للحكومة بأن أكثر من 2,600 من المقاتلين قد ألقوا أسلحتهم، ومعظمهم عادوا إلى الحياة المدنية أو انضموا إلى وحدات الدفاع الذاتي.

## ردود الفعل الدولية
- الأمم المتحدة: ادعت لجنة التحقيق الدولية المستقلة التابعة للأمم المتحدة بشأن سوريا أنها لم تعثر على أي دليل على وجود تلوث متعمد لإمدادات مياه وادي بردى أو تدميرها من قبل المتمردين، واتهمت القوات الجوية السورية بدلا من ذلك بقصف مصادر المياه عمدا في ديسمبر 2016. وقالت اللجنة إن «الهجوم يرقى إلى جريمة الحرب المتمثلة في مهاجمة الأشياء التي لا غنى عنها لبقاء السكان المدنيين، وينتهك كذلك مبدأ التناسب في الهجمات».[29] وقال يان إيغلاند، رئيس المجلس النرويجي للاجئين في جنيف، إن «التخريب والحرمان من المياه هو بالطبع جريمة حرب، لأن المدنيين هم الذين يشربونها والمدنيون الذين سيتأثرون بالأمراض التي تنقلها المياه إذا لم يتم استعادة الإمدادات».[62]